# Villeroy (Somme)
Villeroy é uma comuna francesa na região administrativa de Altos da França, no departamento de Somme. Estende-se por uma área de 6,02 km². Em 2010 a comuna tinha 192 habitantes (densidade: 31,9 hab./km²).